# Leronlimab
Il leronlimab è un anticorpo monoclonale umanizzato che ha per target il recettore 5 per le chemochine, presente prevalentemente sulla membrana plasmatica dei linfociti T. È stato studiato il possibile uso dell'anticorpo nel trattamento contro l'infezione da HIV.
La Food and Drug Administration ha inserito il leronlimab in un iter di approvazione accelerato rispetto ai farmaci comuni; durante queste procedure il farmaco figurava sotto il nome di PRO 140.

## Farmacodinamica
Ha una funzione antiretrovirale, fungendo da inibitore dell'ingresso del virus HIV nei linfociti T: legandosi al CCR5, interferisce con la capacità del virus di penetrare nel linfocita. A differenza di altri inibitori di fusione, trattandosi di un anticorpo monoclonale, il leronlimab deve essere iniettato per risultare efficace. La durata media del legame tra il CCR5 e il leronlimab supera i 60 giorni; ciò rende possibile dilazionare le dosi di terapia anticorpale.